# Dunaivti (huyện)
Huyện Dunaivti (tiếng Ukraina: Дунаєвецький район, chuyển tự: Dunaivtis’kyi raion) là một huyện của tỉnh Khmelnytskyi thuộc Ukraina. Huyện Dunaivti có diện tích 1182 km², dân số theo điều tra dân số ngày 5 tháng 12 năm 2001 là 73066 người với mật độ 62 người/km2. Trung tâm huyện nằm ở Dunaivtsi.